# Río Gargáligas
El río Gargáligas es un río del centro de la península ibérica perteneciente a la cuenca hidrográfica del Guadiana, que discurre por la provincia de Badajoz (España).

## Curso
La cabecera del Gargáligas se encuentra está formada por arroyos que descienden de las sierras de Guadalupe, San Simón, de las Barbas de Oro, de la Zarza y de los Pastillos. El río discurre en sentido nordeste-suroeste a lo largo de unos 70 km hasta su desembocadura en el río Ruecas cerca de la localidad de Rena. Sus aguas están embalsadas en el embalse de Gargáligas.
Aparece descrito en el octavo volumen del Diccionario geográfico-estadístico-histórico de España y sus posesiones de Ultramar de Pascual Madoz de la siguiente manera:

GARGALIGA: arroyo en la prov. de Badajoz, part. jud. de Villanueva de la Serena: nace en jurisd. de la v. de Acedera, pasa por la encomienda de Castelnovo y entra en el r. Ruecas por térm. del l. de Rena, se interrumpe su curso en el verano, sus aguas son delgados y saludables, y cria pesca de colmillos, tencas y pardillas.
(Madoz, 1847, p. 312)

## Flora y fauna
El tramo alto del río Gargáligas y son afluentes el arroyo de la Tejuela, Fuente Escudero y arroyo de las Quebradas has sido declarados reserva natural fluvial.